# Диоцез Хельсингёра

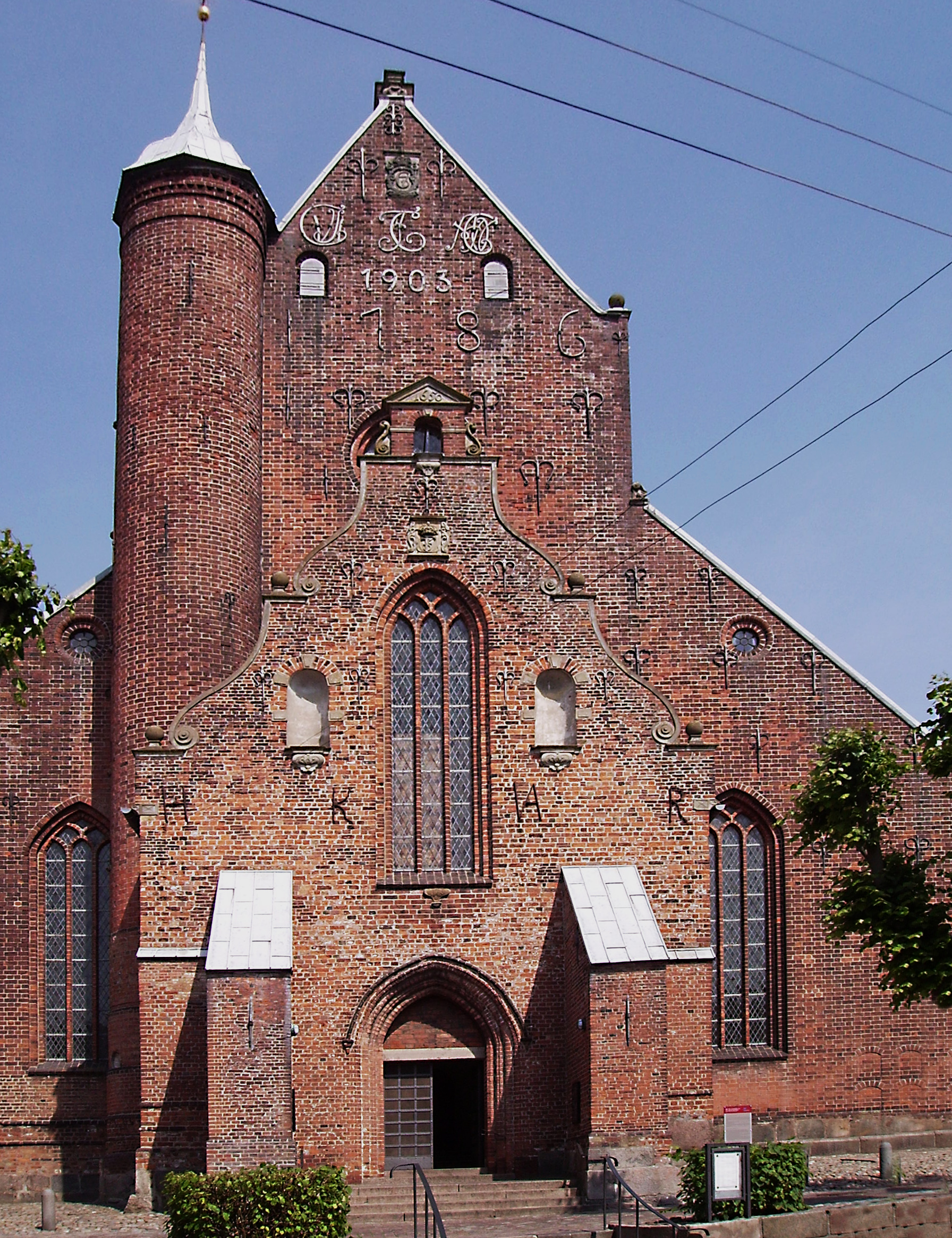
Хадерслевский собор

Диоцез Хельсингёра (дат. Helsingør Stift) — диоцез Церкви Дании. Включает столичный регион Дании, за исключением основных коммун Копенгагена, Фредериксберга, Торнбю и Драгора. Отделился от диоцеза Копенгагена 1 января 1961 года и, таким образом, является самым молодым из десяти диоцезов Церкви Дании. По состоянию на 2016 год прихожанами являются 69,1% населения.
Кафедральным собором диоцеза является Церковь Святого Олафа в Хельсингёре.

## Епископы
- Й. Б. Леер-Андерсен: 1961 — 1980
- Йоханнес Йохансен: 1980 — 1995
- Лизе-Лотте Ребель: 1995 — настоящее время